# IC 3787
IC 3787 је појединачна звијезда у сазвјежђу Ловачки пси која се налази на листи објеката дубоког неба у Индекс каталогу.
Деклинација објекта је + 40° 37' 25" а ректасцензија 12h 47m 42,6s.